# Франкл, Петер
Петер Франкл (англ. Peter Frankl; род. 2 октября 1935, Будапешт) — венгерско-британский пианист, педагог.

## Биография
Окончил Будапештскую музыкальную академию, где учился у Акоша Хернади, Золтана Кодаи и Лео Вайнера. В 1957 году завоевал первую премию на парижском конкурсе Лонг и Тибо, вслед за чем началась его международная карьера. В 1962 году Франкл впервые выступил в Лондоне; в 1967 году дебютировал в Нью-Йорке с Кливлендским оркестром. В дальнейшем обосновался в Англии, затем — в США.
Выступал с лучшими оркестрами, включая Берлинский филармонический оркестр, оркестр Консертгебау, Израильский филармонический оркестр, оркестр Парижа, британские и американские оркестры.
Среди осуществлённых Франклом записей — все фортепианные произведения Шумана (в том числе фортепианные дуэты и произведения для клавира в четыре руки), все полонезы Шопена, все произведения Дебюсси для фортепиано соло, многие сольные и ансамблевые сочинения Моцарта, Шуберта, Брамса. В концертной истории Франкла видное место занимает исполнение фортепианного концерта Бриттена с оркестром под управлением автора.
Наряду с сольными концертами исполняет также камерную музыку, тесно сотрудничая с Д.Пауком (скрипка) и Р.Киршбаумом (виолончель).
Профессор фортепиано в Йельской школе музыки.

## Награды и признание
- 1-я премия на конкурсе Лонг и Тибо (Париж, 1957)
- 1-я премия на Международном музыкальном конкурсе ARD (Мюнхен, 1957)
- 1-я премия на Международном фортепианном конкурсе BNDES (Рио-де-Жанейро, 1959)[5]
- Орден Заслуг (Венгрия)[2]